# حسینعلی خان نکیسا
حسینعلی خان نکیسا (زاده ۱۲۵۸در ترخوران تفرش - درگذشته ۵ آبانماه ۱۳۵۵ در تفرش) موسیقیدان، تعزیه‌خوان و خواننده صاحب سبک عصر قاجار است. وی فرزند حاجی ملا رجبعلی مؤذن (تعزیه خوان و امام خوانِ تکیه دولتی دوره ناصری) است.
وی موسیقی را با تعزیه و در نقش بچه‌خوان در کنار پدر خویش و کربلایی غلامحسین کریمی از تعزیه خوانان‌به نام عصر خویش شروع کرد و در تعزیه‌های حکومتی درتکیه دولت تعزیه خوانی می‌کرد سپس موسیقی آوازی را زیر نظر پدر و استادان زمان خود شروع کرد.

## زندگی‌نامه
نکیسا فرزند حاجی مؤذن (حاج ملا رجبعلی) در ترخوران تفرش متولد شد. وی در مصاحبه‌ای رادیویی گفته‌است هنگام تیرخوردن ناصرالدین شاه قاجار (۱۲۷۴ شمسی) پنج‌ساله بوده‌است. و چون از طفولیت صدایی رَسا، ملیح و مطبوع داشت، پدرش، استادش بود و رموز خوانندگی را به او یاد داد. از دیگر استادانش می‌توان میرزا بابا را نام برد. هنوز به سن بلوغ نرسیده بود که خوانندگی او مورد توجه قرار گرفت و از شبیه‌خوان‌های تکیهٔ دولت شد؛ و بعدها از شبیه‌خوان‌ها و خوانندگان معروف گردید. نکیسا دو بار ازدواج کرده‌است ازدواج دوم در هشتاد سالگی با دختری به نام صفیه که هنگام ازدواج زیر بیست سال سن داشته‌است و اکنون سنش کمتر از شصت سال و در قید حیات است. در سال‌های پایان عمر در حوالی روستای کوهین زمین داشته و زراعت می‌کرده و روزگارش را در آنجا می‌گذرانده‌است. کار دولتی قبول نکرد کشاورز بود و نیاز مالی هم نداشت مردی متدین بود که هیچ‌گاه بی‌وضو آواز نمی‌خواند او موسیقی را راز و نیاز معنوی و عاطفی با خالق یکتا می‌دانست. هر روز بر روی ایوان خانه آواز می‌خوانده، نکیسا ۹۷ سال عمر کرد و در این عمر طولانی بیشتر گوشه‌های مهجور موسیقی ایرانی را فراگرفت و به شاگردانش تعلیم داد. حسینعلی خان نکیسا دربارهٔ اهمیت تدریس موسیقی در گذشته می‌گوید: استادش معین البکا مداد را میان انگشتان دستش می‌گذاشته تا او به‌درستی آواز بخواند.

## همکاری با علی‌اکبر شهنازی
حسینعلی خان نکیسا با علی‌اکبر شهنازی که نغمات و آهنگ‌های فراوانی ساخته که از جمله بهترین پیش در آمدها محسوب می‌شد همکاری داشته‌است

## شاگردان
- حاتم عسگری که آوازه‌خوانی به شیوه قدما را نزد او فرا گرفت؛ تنها بازمانده از نسلِ شاگردانِ نکیسا می‌باشد.[۱۰]

## وفات
نکیسا در ۵ آبان ۱۳۵۵ فوت کرده و در مقبره امام زاده احمد روستای کوهین تفرش به خاک سپرده شده‌است. مقبره نکیسا دو سنگ دارد؛ یکی سنگ قدیمی و دیگری سنگِ جدید - که حاتم عسگری، خواننده و شاگردِ نکیسا برای پاسداشت یادِ او بنا کرده‌است. دو قبرِ کنارِ هم در نزدیکی مقبره نکیسا، نقشهایی بر این دو قبر حک شده؛ نقش شانه و شانهٔ چوبی و قیچی و تسبیح و دو نیمدایره هم به شکلِ کلاه بر روی سنگِ قبرها موجود بود.

## آثار هنری
آثار ضبط شده از آواز حسینعلی خان نکیسای تفرشی در سال ۱۳۰۶ خورشیدی:
1. شور به همراه تار علی‌اکبرخان شهنازی
2. دشتی به همراه ویولن ابراهیم منصوری
3. افشاری به همراه ویولن
4. سه‌گاه به همراه ویولن
5. چهارگاه به همراه تار
6. همایون به همراه تار
7. اصفهان به همراه تار
8. ماهور به همراه تار
9. آواز اصفهان
10. ذکر مولود نبی (ص) که با تار امیری فیروزکوهی و سه‌تار حسن مشحون
11. مصاحبه
12. یکی از قطعات باقی‌مانده از نکیسا آواز او در دستگاه شور با تار حاج علی‌اکبرخان شهنازی با شعری از شاعر بزرگ ایران سعدی شیرازی است که می‌گوید: یک روز به شیدایی در زلف تو آویزم. این آواز ” شور” با چنان مهارتی اجرا شده‌است که یکی از شاهکارهای آواز در موسیقی ایرانی به‌شمار می‌رود.[۱۳]
13. خواننده تعزیه و خواننده ردیف موسیقی ایرانی بود. علاوه بر مهارت در تعزیه‌خوانی در آوازخوانی به سبک نرم نیز مهارت داشته، تعدادی صفحه از او به یادگار مانده‌است.
14. صفحه‌هایی با علی‌اکبر شهنازی (تار) و مرتضی نی‌داوود (تار) ضبط کرده‌است.
15. همراه با حسین هنگ‌آفرین در اعیاد انجمن، خوانندگی می‌کرده‌است.

همچنین هفت اثر از «حسینعلی خان نکیسا» مجوز انتشار دریافت کرده‌است. این کاست نُه قطعه از آثار نکیسا به‌همراه مصاحبهٔ رادیویی وی را در بر می‌گیرد.